# Лунга (Корнат)
43° 43′ 56″ N 15° 25′ 05″ E / 43.73222° С; 15.41806° И
Лунга је ненасељено острвце у хрватском дијелу Јадранског мора. Налази се у Корнатском архипелагу између Гомињака, Шкуља и југоисточног краја острва Корната. Дио је Националног парка Корнати. Њена површина износи 0,609 km², док дужина обалске линије износи 4,38 km. Највиши врх је висок 73 m. Грађена је од кречњака кредне старости. Административно припада општини Муртер-Корнати у Шибенско-книнској жупанији.